# Skillebyholm (ort)
Skillebyholm är en bebyggelse omkring och norr om herrgården Skillebyholm i Södertälje kommun. År 2020 avgränsade SCB här en småort.